# Chrysogorgia acanthella
Chrysogorgia acanthella is een zachte koraalsoort uit de familie Chrysogorgiidae. De koraalsoort komt uit het geslacht Chrysogorgia. Chrysogorgia acanthella werd in 1889 voor het eerst wetenschappelijk beschreven door Wright & Studer.